# ヴィオリラ
ヴィオリラ（Violyre）は、日本発祥の弦楽器の1つ。名称は擦弦楽器を意味するヴィオール（Viol）と、撥弦楽器の起源とされるリラ（Lyre）を組み合わせた造語で、その両方の要素を兼ね備えている事から命名された。

## 概要
ヤマハ株式会社の生熊正広を中心としたチームにより、21世紀に入ってから大正琴を基に開発された鍵盤を有する弦楽器である。同社が一連のサイレント楽器で培ってきたノウハウが導入されているため、これ自体も一部で「サイレント大正琴」として紹介される事もあるが、後述するようにその実態は大正琴の枠に留まらないものとなっている。なおヤマハ公式サイト上ではサイレントシリーズとは別枠扱いとして紹介されている。
演奏自体は比較的容易であるが、実売で10万円前後と必ずしも「手軽な楽器」とは言い難いところがある。また、後述のように様々な意味で自由度が高いため、現状ではチャップマン・スティック同様、マニアックなポジションに位置する楽器である。
高～中音域に対応し弦1～4本を張る標準モデルと、中～低音域に対応し弦を1本のみ張る「ヴィオリラベース」（Violyre Bass）の2機種が存在する。「ヴィオリラ」は本来前者の商品名であるが、本項においては基本的に両者の総称として扱うものとする。

## 構造
基本的には大正琴に準ずるため、ここでは違いについて述べる。
空洞部を持つ大正琴に対し、ヴィオリラでは一枚板が使われている。エレキギターで言うところのソリッドタイプに相当するため共鳴がほとんど無く、演奏にはヘッドフォンないし外部アンプを使用する事が前提となる。標準でトーンコントロールとリバーブが搭載されているが、エレキギター同様にエフェクターを駆使した大胆な音作りも可能である。

## 調弦
標準・ベース両モデルとも弦は開放状態でG。最大4本を張る標準モデルの場合、基本は開放弦状態で第1～3弦（細弦）がユニゾン、第4弦（細巻弦）が1オクターブ低いG。共鳴用として機能する大正琴の第5・6弦を抜いた状態である。意図的に張りを変える事により指一本で和音を鳴らす事も可能であるが、構造上の制約から演奏中の和音構成の変更は事実上不可能であるため、オートハープほどの融通は利かない。和音楽器として汎用性を持たせる場合、一五一会のようにオープン・チューニングがパワーコードとなるよう調弦する事になる。

## 奏法
大正琴と同様のピック弾き以外にも、ヴァイオリンのように弦を弓で擦る、ギターのように指で弾く、ツィンバロムのようにスティックで叩く…等の複数の奏法が使える。擦弦楽器・撥弦楽器・打弦楽器の性格を併せ持つ事で、ヴィオリラは単なる「エレキ大正琴」の枠に留まらない独自性を得ている。
なお、鍵盤を用いる構造上、グリッサンド・ポルタメント・ピッチベンド等の大幅に音程を変化させる奏法はそのままでは使えない（キーを揺らす事でビブラートは可能）が、鍵盤が取り付けられた天板を外すとフレット部が露出するため、スライドバーを用いてスティールギターのように演奏する事も理論上は不可能ではない。ただし実際には弦高やテンション等の違いもあるため、安定した演奏は容易ではないと思われる。